# Trancas (departement)
Trancas is een departement in de Argentijnse provincie Tucumán. Het departement (Spaans:  departamento) heeft een oppervlakte van 2.862 km² en telt 15.473 inwoners.

## Plaatsen in departement Trancas
- Choromoro
- San Pedro de Colalao
- Tapia
- Trancas